# Egelundskolen
Egelundskolen er en folkeskole i Albertslund, som blev bygget i 1966. 
Der går ca. 500 elever på skolen.